# The Gates of Oblivion
The Gates of Oblivion är det spanska power metal-bandet Dark Moors tredje studioalbum, utgivet i mars 2002 på Arise Records och i Japan på Victor.
Detta var bandets sista album med sångerskan Elisa C. Martín, gitarristen Albert Maroto, keyboardisten Roberto Peña de Camús och trummisen Jorge Sáez, som alla lämnade gruppen strax efter utgivningen.

## Låtlista
1. "In the Heart of Stone" – 4:39
2. "A New World" – 5:57
3. "The Gates of Oblivion" (instrumental) – 1:40
4. "Nevermore" – 4:49
5. "Starsmaker (Elbereth)" – 5:46
6. "Mist in the Twilight" (instrumental) – 0:52
7. "By the Strange Path of Destiny" – 5:51
8. "The Night of the Age" – 4:40
9. "Your Symphony" – 4:34
10. "The Citadel of the Light" (instrumental) – 1:13
11. "A Truth for Me" – 5:09
12. "Dies Irae (Amadeus)" – 11:17

Bonusspår på den japanska utgåvan
1. "Mystery of Goddess" – 5:29

## Medverkande
Musiker
- Elisa C. Martín – sång
- Enrik Garcia – gitarr, bakgrundssång
- Albert Maroto – gitarr, bakgrundssång
- Anan Kaddouri – basgitarr
- Roberto Peña de Camús – keyboard
- Jorge Sáez – trummor

Bidragande musiker
- Dan Keying – sång
- Valcavasiakören – körsång

Produktion
- Luigi Stefanini – producent, inspelningstekniker, mixning
- Mika Jussila – mastering
- Andreas Marschall – omslagskonst